# 拉米雷斯 (加利福尼亞州)
拉米雷斯（英語：Ramirez）是位於美國加利福尼亞州尤巴縣的一個非建制地區。該地的面積和人口皆未知。

## 地理
拉米雷斯的座標為39°16′03″N 121°32′20″W / 39.26750°N 121.53889°W，而該地的平均海拔高度為29米（即95英尺）。